# Fryderyk August Breza
Fryderyk August Breza, hrabia, herbu własnego (ur. 14 stycznia 1859 w Dreźnie,  zm. 3 listopada 1908 w Krakowie) – ziemianin, polityk konserwatywny, poseł do austriackiej Rady Państwa.
Z wykształcenia inżynier. Ziemianin, wielki właściciel ziemski, m.in. posiadał zakupiony w 1892 majątek Witowice, w pow. nowosądeckim oraz dobra Zawodzie w pow. tarnowskim. Członek od 1901 prezes Wydziału Okręgowego w Nowym Sączu Galicyjskiego Towarzystwa Kredytowego Ziemskiego we Lwowie (1898-1908). Prezes Okręgowego Towarzystwa Rolniczego w Nowym Sączy c.i k. Towarzystwa Rolniczego w Krakowie (1900-1908). Był jednym z organizatorów i pierwszym prezesem oddziału Polskiego Towarzystwa Tatrzańskiego w Nowym Sączu (1906-1908).
Z poglądów politycznych – konserwatysta, sympatyzował ze stańczykami. Poseł do austriackiej Rady Państwa X kadencji (24 kwietnia 1906 – 30 stycznia 1907) wybrany w wyborach uzupełniających po śmierci Piotra Górskiego, przeprowadzone w kurii I – wielkiej własności ziemskiej, w okręgu wyborczym nr 5 (Nowy Sącz-Jasło–Grybów-Limanowa–Nowy Targ-Gorlice). W parlamencie należał do grupy posłów konserwatywnych w Kole Polskim w Wiedniu.
Pochowany został w kaplicy na cmentarzu w Tropiu.

## Rodzina i życie prywatne
Syn oficera saskiego Fryderyka Augusta (1808-1873) i Doroty z domu Stjerneld (1823-1877). W 1888 ożenił się z Marią z Żabów (1866-1959). Mieli córkę Marię Dorotę (1890-1959) oraz dwóch synów: Edwarda Fryderyka Augusta (1891-1943) i Ernesta (1893-1906).